# Баварі
Баварі (груз. ბავარი) — село в Грузії.
За даними перепису населення 2014 року в селі проживає 11 особа.